# As Neves
As Neves és un municipi de la província de Pontevedra a Galícia. Pertany a la Comarca do Condado.
| 6.008 | 6.435 | 6.852 | 6.026 | 4.440 |
| Fonts: INE i IGE (Els criteris de registre censal variaren i les dades de l'INE i de l'IGE poden no coincidir.) |       |       |       |       |

## Parròquies
Batalláns (Santa Eulalia), Cerdeira (San Xoán), Liñares (Santa María), As Neves (Santa María), Rubiós (San Xoán), San Cibrán de Ribarteme (San Cibrán), San Pedro de Batalláns (San Pedro), San Xosé de Ribarteme (San Xosé), Santiago de Ribarteme (Santiago), Setados (Santa Euxenia), Taboexa (Santa María), Tortoreos (Santiago) y Vide (Santa María).